# Lecythis retusa
Lecythis retusa là một loài thực vật thuộc họ Lecythidaceae.
Loài này chỉ có ở Brasil.
Chúng hiện đang bị đe dọa vì mất môi trường sống.